# Okruschit
Okruschit (IMA-Symbol Okr) ist ein sehr selten vorkommendes Mineral aus der Mineralklasse der „Phosphate, Arsenate und Vanadate“ mit der chemischen Zusammensetzung Ca2Mn2+5Be4(AsO4)6(OH)4·6H2O oder in der kristallchemischen Strukturformel Ca2Mn2+5Be4[(OH)4|(AsO4)6]·6H2O. Okruschit ist damit chemisch gesehen ein wasserhaltiges Calcium-Mangan-Beryllium-Arsenat mit zusätzlichen Hydroxidionen und das Arsenat-Analogon des Phosphatminerals Roscherit.
Okruschit kristallisiert im monoklinen Kristallsystem und entwickelt unvollkommene, dicktafelige Kristalle und blockige Mineral-Aggregate bis etwa 0,3 mm Größe. Das Mineral ist durchscheinend weiß und zeigt auf den Oberflächen einen glasähnlichen Glanz.

## Etymologie und Geschichte
Erstmals entdeckt wurde Okruschit in Mineralproben aus dem Steinbruch „Fuchs“ an der Hartkoppe in der Gemeinde Sailauf im unterfränkischen Landkreis Aschaffenburg (Bayern, Deutschland). Die Analyse und Erstbeschreibung erfolgte durch Nikita V. Chukanov, Gerhard Möhn, Igor V. Pekov, Dmitriy I. Belakovskiy, Yana V. Bychkova, Vladislav V. Gurzhiy und Joachim A. Lorenz. Das Mineral wurde nach der Entscheidung des Mineralogenteams nach dem deutschen Mineralogen und Petrologen Martin Okrusch benannt, um dessen herausragende Leistungen auf den Gebieten der Mineralogie und Petrologie magmatischer und metamorpher Gesteine sowie Erzpetrologie und -vorkommen zu ehren. Okrusch ist zudem Autor von über 200 Publikationen, von denen einige dem Spessart gewidmet sind.
Das Mineralogenteam um Chukanov sandte seine Untersuchungsergebnisse und den gewählten Namen 2013 zur Prüfung an die International Mineralogical Association (interne Eingangs-Nr. der IMA: 2013-097), die den Okruschit noch im gleichen Jahr als eigenständige Mineralart anerkannte. Die Publikation der Erstbeschreibung folgte ein Jahr später im Fachmagazin European Journal of Mineralogy.
Typmaterial des Minerals wird im Mineralogischen Museum, benannt nach A. J. Fersman (FMM) in Moskau (Russland) unter der Sammlungs-Nr. 94233 (T) und im Mineralogischen Museum der Julius-Maximilians-Universität in Würzburg (Deutschland) unter der Sammlungs-Nr. M4667/ V38 R2 (CT) aufbewahrt.

## Klassifikation
Da der Okruschit erst 2013 als eigenständiges Mineral anerkannt wurde, ist er weder in der seit 1977 veralteten 8. Auflage noch in der zuletzt 2009 aktualisierten 9. Auflage der Strunz’schen Mineralsystematik verzeichnet.
Einzig im zuletzt 2018 überarbeiteten und aktualisierten Lapis-Mineralienverzeichnis nach Stefan Weiß, das sich aus Rücksicht auf private Sammler und institutionelle Sammlungen allerdings noch nach der alten Form der Systematik von Karl Hugo Strunz in der 8. Auflage richtet, erhielt das Mineral die System- und Mineral-Nr. VII/D.01-62. In der „Lapis-Systematik“ entspricht dies der Klasse der „Phosphate, Arsenate und Vanadate“ und dort der Abteilung „Wasserhaltige Phosphate, mit fremden Anionen“, wo Okruschit zusammen mit Moraesit, Bearsit, Glucin, Weinebeneit, Uralolith, Atencioit, Zanazziit, Guimarãesit, Greifensteinit, Roscherit, Footemineit, Ruifrancoit eine eigenständige, aber unbenannte Gruppe.
Die vorwiegend im englischen Sprachraum gebräuchliche Systematik der Minerale nach Dana kennt den Okruschit ebenfalls noch nicht.

## Chemismus
In der idealen (theoretischen) Zusammensetzung von Okruschit (Ca2Mn2+5Be4(AsO4)6(OH)4·6H2O) besteht das Mineral aus einem Massenanteil (Gewichtsprozenz) von
5,72 Gew.-% Calcium (Ca), 19,61 Gew.-% Mangan (Mn), 2,57 Gew.-% Beryllium (Be), 32,10 Gew.-% Arsen (As), 38,84 Gew.-% Sauerstoff (O) und 1,15 Gew.-% Wasserstoff (H)
oder in der Oxidform aus
8,01 Gew.-% CaO, 25,33 Gew.-% MnO, 7,14 Gew.-% BeO, 49,23 Gew.-% As2O5 und 10,29 Gew.-% H2O.
Die Analyse der natürlichen Mineralproben im Typmaterial ergab dagegen leicht abweichende Werte von 8,28 Gew.-% CaO, 16,27 Gew.-% MnO, 7,70 Gew.-% BeO, 51,11 Gew.-% As2O5 und 11,0 Gew.-% H2O sowie zusätzliche Fremdbeimengungen von 4,89 Gew.-% FeO, 1,68 Gew.-% MgO, 0,22 Gew.-% Al2O3 und 0,04 Gew.-% Li2O. Aus den Werten ergibt sich die empirische Formel – bezogen auf 34 Sauerstoffatome pro Formeleinheit (apfu) sowie Wasserstoff nach Ladungsbilanz aufgeteilt auf OH und H2O und unter der Annahme, dass andere H-tragende Gruppen fehlen – mit Ca1,99(Mn3,09Fe0,92Mg0,56Al0,06Li0,04)Σ=4,67Be4,15(AsO4)5,99(OH)3,64 · 6,40H2O, die zur eingangs genannten Idealformel vereinfacht wurde.

## Kristallstruktur
Okruschit kristallisiert in der monoklinen Raumgruppe C2/c (Raumgruppen-Nr. 15) mit den Gitterparametern a = 16,33(4) Å; b = 12,03(3) Å; c = 6,93(1) Å und β = 94,84(5)° sowie zwei Formeleinheiten pro Elementarzelle.

## Bildung und Fundorte
Okruschit bildete sich in Hydrothermal-Adern, die den anstehenden Rhyolith durchschneiden. Als Begleitminerale traten hier Braunit, manganhaltiger Calcit und Arseniosiderit auf.
Seine Typlokalität, der Steinbruch „Fuchs“ an der Hartkoppe bei Sailauf im bayerischen Landkreis Aschaffenburg, ist der bisher weltweit einzige bekannte Fundort für Okruschit.